# Моріс Коттела
Моріс Коттела (фр. Maurice Kottelat) — швейцарський іхтіолог, фахівець із прісноводних риб Євразії. Автор описання численних нових зоологічних таксонів.

## Біографія
У 1976 році Коттела вступив до Невшательського університету, де він отримав диплом 1987 року. У 1990 році здобув ступінь доктора філософії в Амстердамському університеті. У 1980 році він поїхав до Таїланду, де розпочав польові дослідження прісноводних риб Південно-Східної Азії та Індонезії. Згодом він відвідав Лаос, Індонезію, Монголію та Грецію.
У 1997 році Коттелат здійснив ревізію роду Coregonus з Женевського, Боденського та інших озер у Швейцарії. Разом з сінгапурським іхтіологом доктором Так Хеок Хуеєм він працював на Суматрі, де вони виявили Paedocypris progenetica, яка вважається найменшою рибою у світі. У 2007 році разом з Йоргом Фрейхофом він опублікував «Довідник європейських прісноводних риб». Коттела описав понад 440 нових для науки видів риб.
У 2006 році Коттела здобув ступінь доктора Honoris causa в Університеті Невшателя. Коттела — колишній (1997—2007) і нинішній (з 2012 по теперішній час) президент Європейського іхтіологічного товариства. Він є комісаром Міжнародної комісії з зоологічної номенклатури.

## Публікації
- 1990 Maurice Kottelat: Indochinese Nemacheilines, a revision of nemacheiline loaches (Pisces: Cypriniformes) of Thailand, Burma, Laos, Cambodia and southern Viet Nam. 180 text-figures. 8vo, pp. 262[4]
- 1996 Maurice Kottelat & Tony Whitten: Freshwater Biodiversity in Asia: With Special Reference to Fish[5]
- 1997 Maurice Kottelat: European Freshwater fishes. An heuristic checklist of the freshwater fishes of Europe (exclusive of former USSR), with an introduction for non-systematists and comments on nomenclature and conservation. Biologia (Bratislava) Sect. Zool., 52 (Suppl.):1-271.[4]
- 1997 Maurice Kottelat: Freshwater Fishes of Western Indonesia and Sulawesi[5]
- 1998 Maurice Kottelat: Fishes of Brazil — An Aid to the Study of Spix and Agassiz's (1829-31) Selecta Genera et Species Piscium Brasiliensium Including an English Translation of the Entire Text by V.L. Wirasinha and Reproduction of all Illustrations[4]
- 1998 Maurice Kottelat: Fishes of the Nam Theun and Xe Bangfai basins, Laos, with diagnoses of twenty-two new species (Teleostei: Cyprinidae, Balitoridae, Cobitidae, Coiidae and Odontobutidae). Ichthyol. Explor. Freshwat. 9(1):1-128.
- 2001 Maurice Kottelat : Fishes of Laos[4]
- 2001 Maurice Kottelat: Freshwater fishes of Northern Vietnam: A preliminary check-list of the fishes known or expected to occur in Northern Vietnam: with comments on systematics and nomenclature[4]
- 2007 Maurice Kottelat & Jörg Freyhof: Handbook of European Freshwater Fishes Published by the authors. ISBN 978-2-8399-0298-4
- 2012 Maurice Kottelat: Conspectus cobitidum: an inventory of the loaches of the world (Teleostei: Cypriniformes: Cobitoidei) [Архівовано 20 жовтня 2013 у Wayback Machine.] Raffles Bulletin of Zoology, Supplement 26: 1–199.
- 2013 Maurice Kottelat: The fishes of inland waters of Southeast Asia: a catalogue and core bibliography of the fishes known to occur in freshwaters, mangroves and estuaries. Raffles Bulletin of Zoology, Supplement 27: 1–663.